# شهرستان ملکان
شهرستان ملکان، یکی از شهرستان‌های استان آذربایجان شرقی ایران است. مرکز این شهرستان، شهر ملکان است.
مَلِکانْ در جنوب‌شرق دریاچهٔ ارومیه و در محل اتصال استان‌های آذربایجان شرقی و آذربایجان غربی قرار گرفته‌است.
فاصله مرکز این شهرستان با مرکز استان تبریز ۱۴۴ کیلومتر می‌باشد؛ همچنین فاصله این شهر با برخی شهرها همچون زنجان ۲۷۱ کیلومتر، خرم‌آباد ۶۰۲ کیلومتر، رشت ۴۶۴ کیلومتر، اردبیل ۳۲۶ کیلومتر، همدان ۴۰۳ کیلومتر، ساری ۸۷۰ کیلومتر، ارومیه۱۶۷ کیلومتر، قزوین ۴۴۴ کیلومتر و تا تهران ۶۲۰ کیلومتر فاصله دارد.
مردم ملکان آذربایجانی بوده و به زبان ترکی آذربایجانی صحبت می‌کنند.

## وجه تسمیه
به عقیدهٔ کارشناسان تاریخی، چون ملکان در گذشته بزرگ‌ترین شهر و پایتخت آتروپاتگان و محل نگهداری گنج در زمان ساسانیان بوده‌است و از این رو اهالی این دیار حاکم (ملک) زیادی داشته‌اند، از همین روی نام آن را «پارتگان، جنزا، ملک‌نیا، ملک کندی، ملک‌شهر و در نهایت ملکان» نهاده‌اند. به اعتقاد گروهی دیگر، پیش‌تر یکی از اربابان این شهر «ملک‌نیا» نام داشته و نام این شهر از نام این ارباب گرفته شده‌است، برخی‌ها نیز بر این عقیده‌اند که دختر چنگیز خان به نام ملائکه در یکی از سفرهای خود این شهر را به این نام نام‌گذاری کرده‌است.

## مناظر دیدنی و تاریخی ملکان

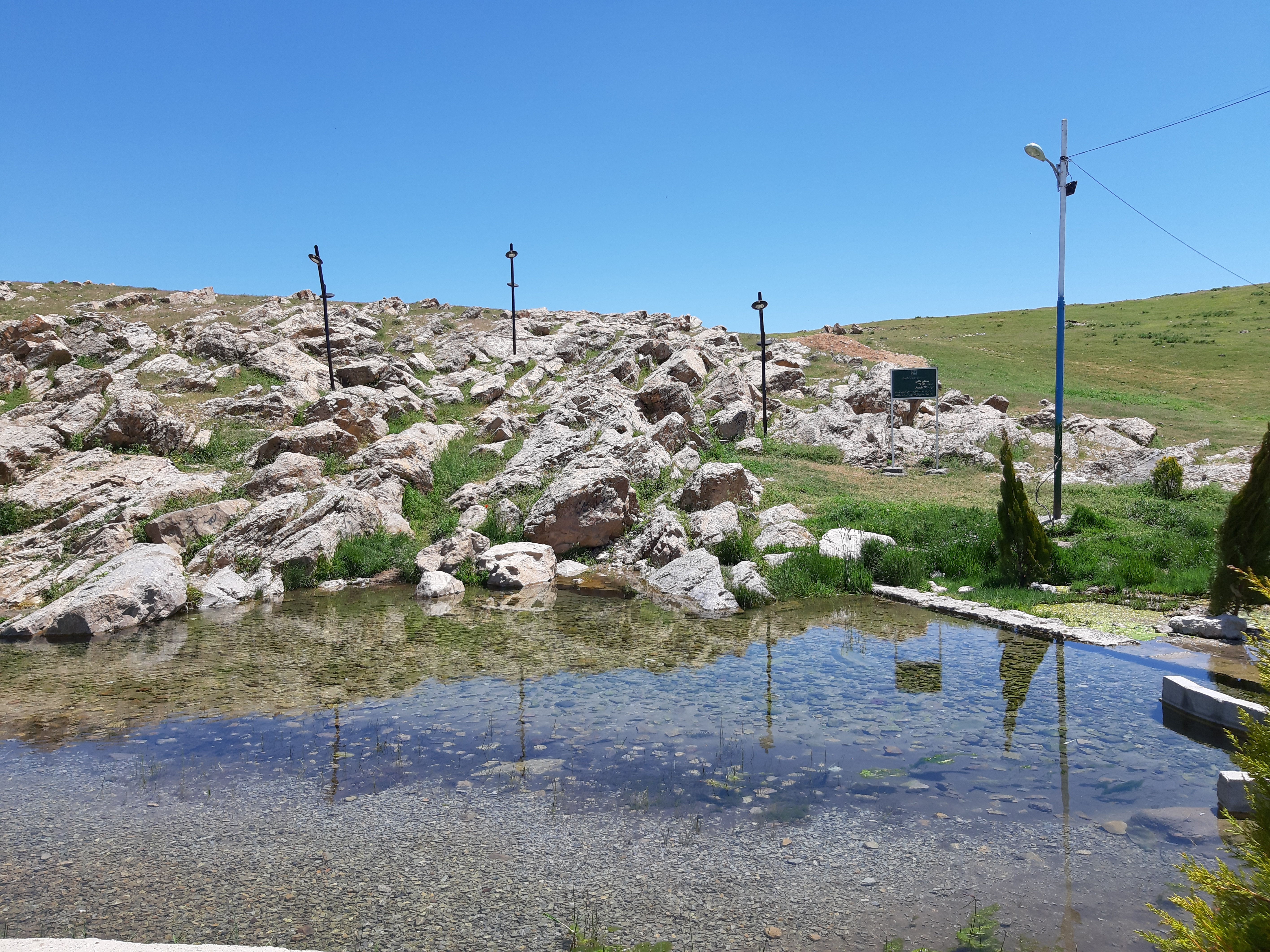
چشمه علی‌بلاغی

## نگارخانه

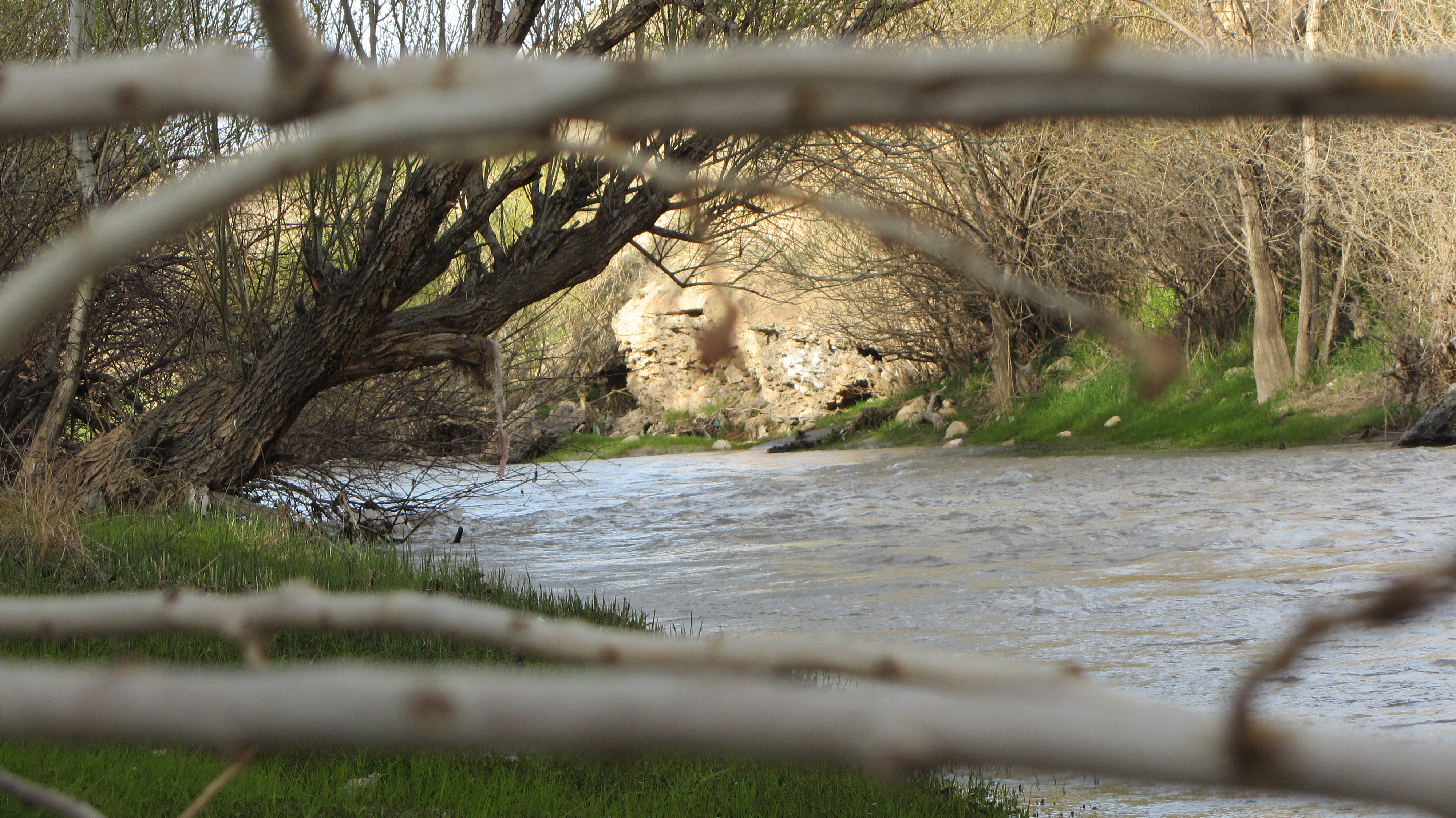
رودخانه مردق در بهار
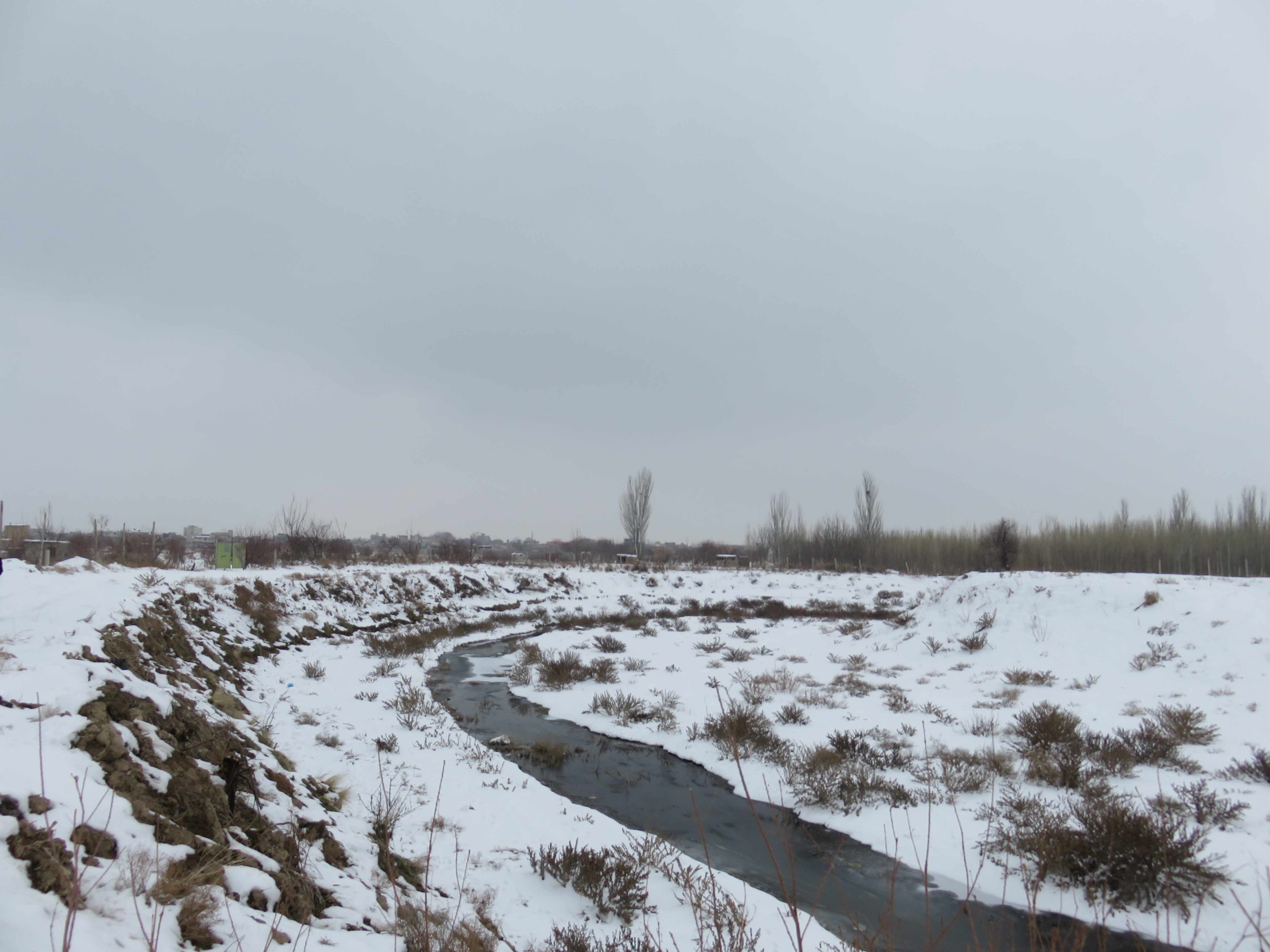
رودخانه مردق در زمستان
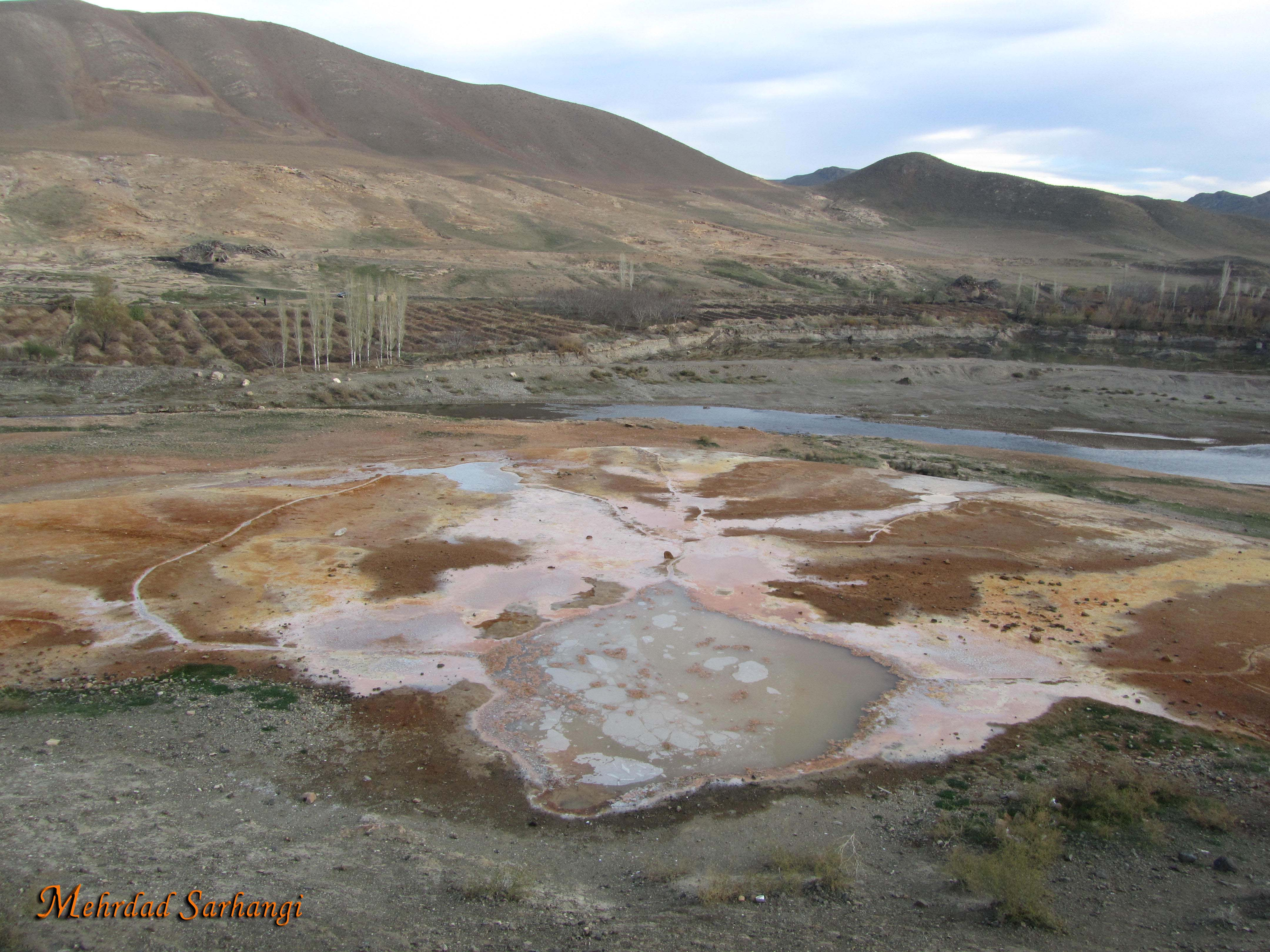
منطقه ژئوتوریسمی شورسو
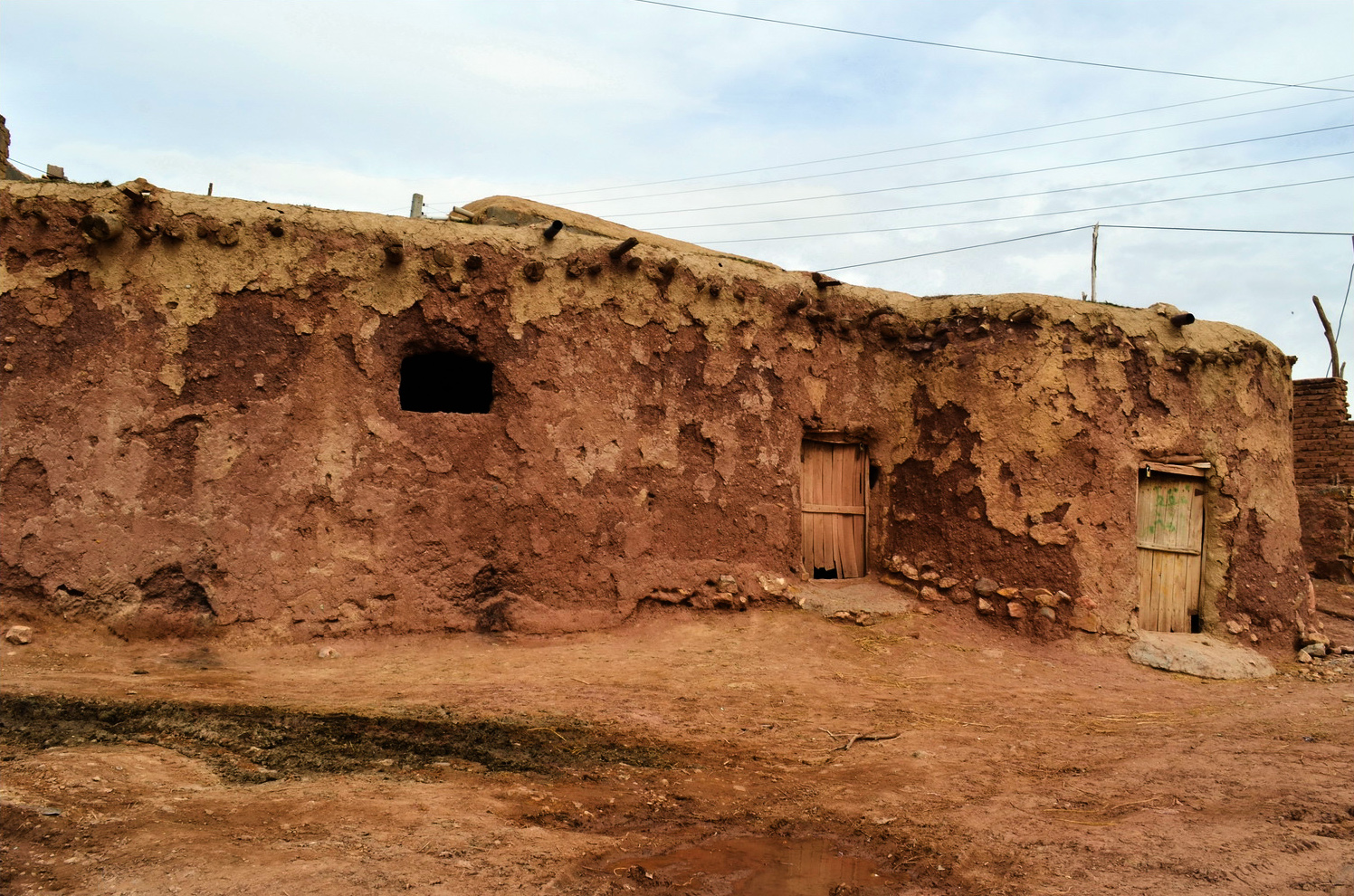
روستای شورجه
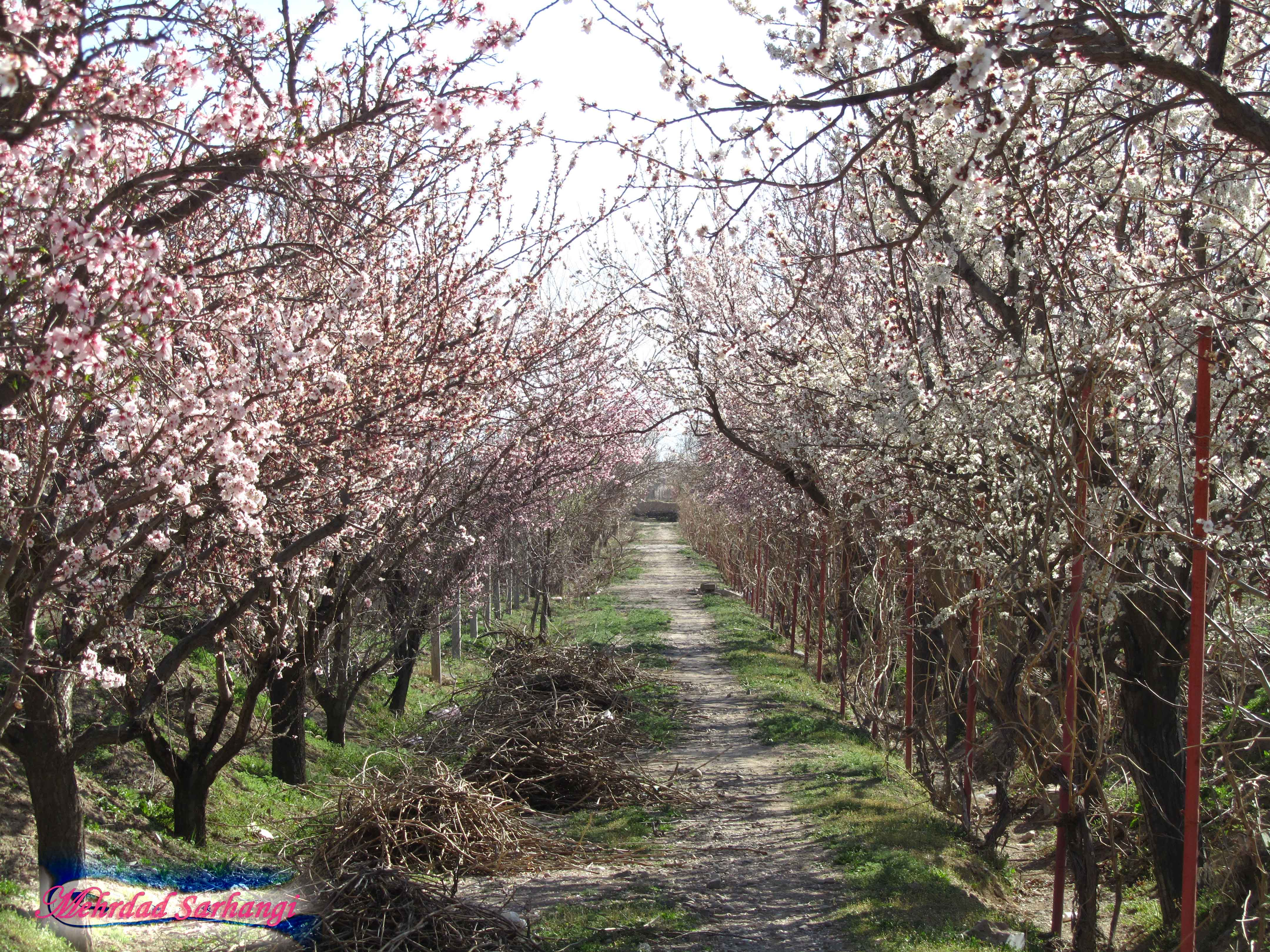
شکوفه‌ها در فصل بهار باغات ملکان
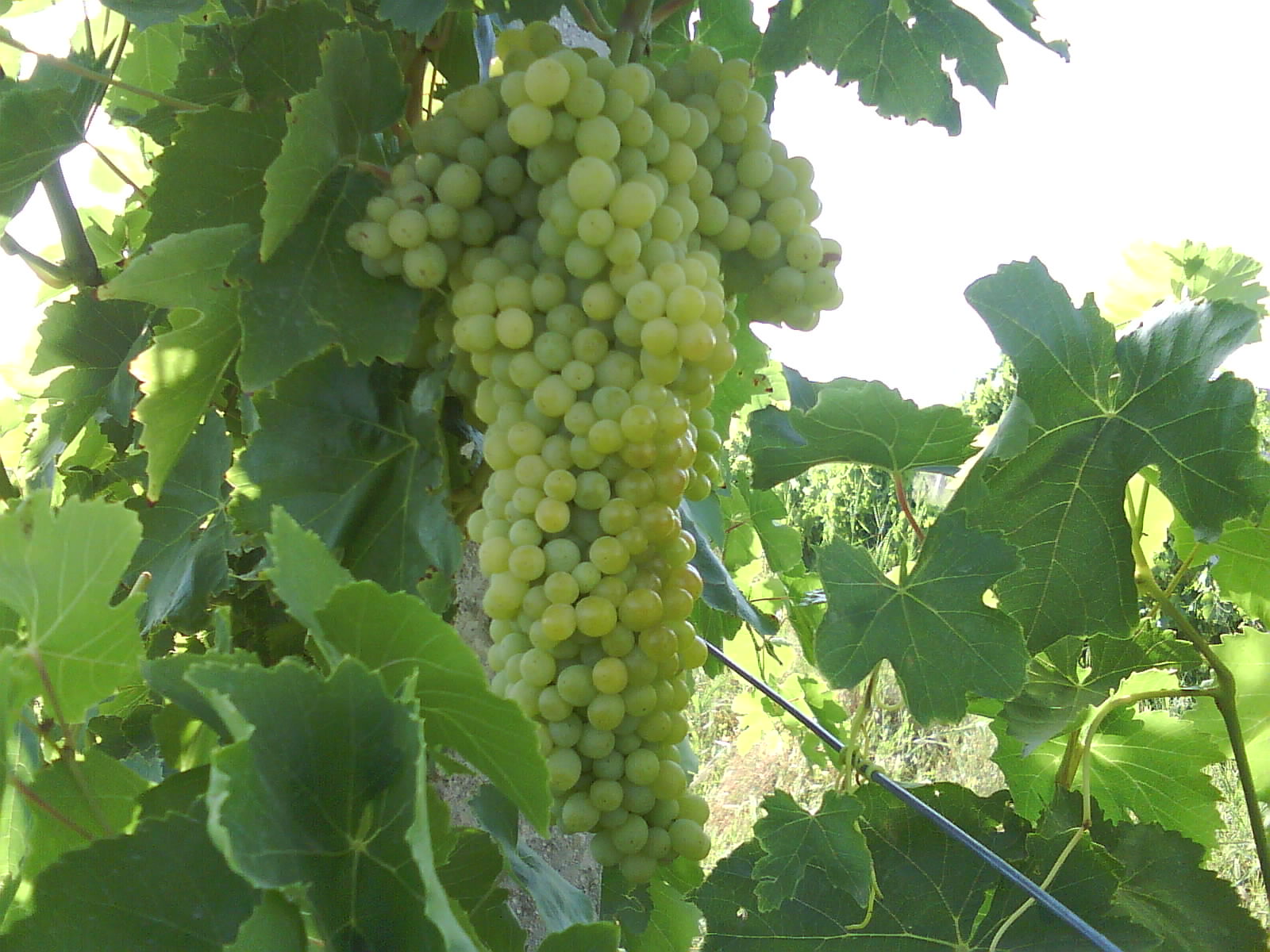
انگور ملکان
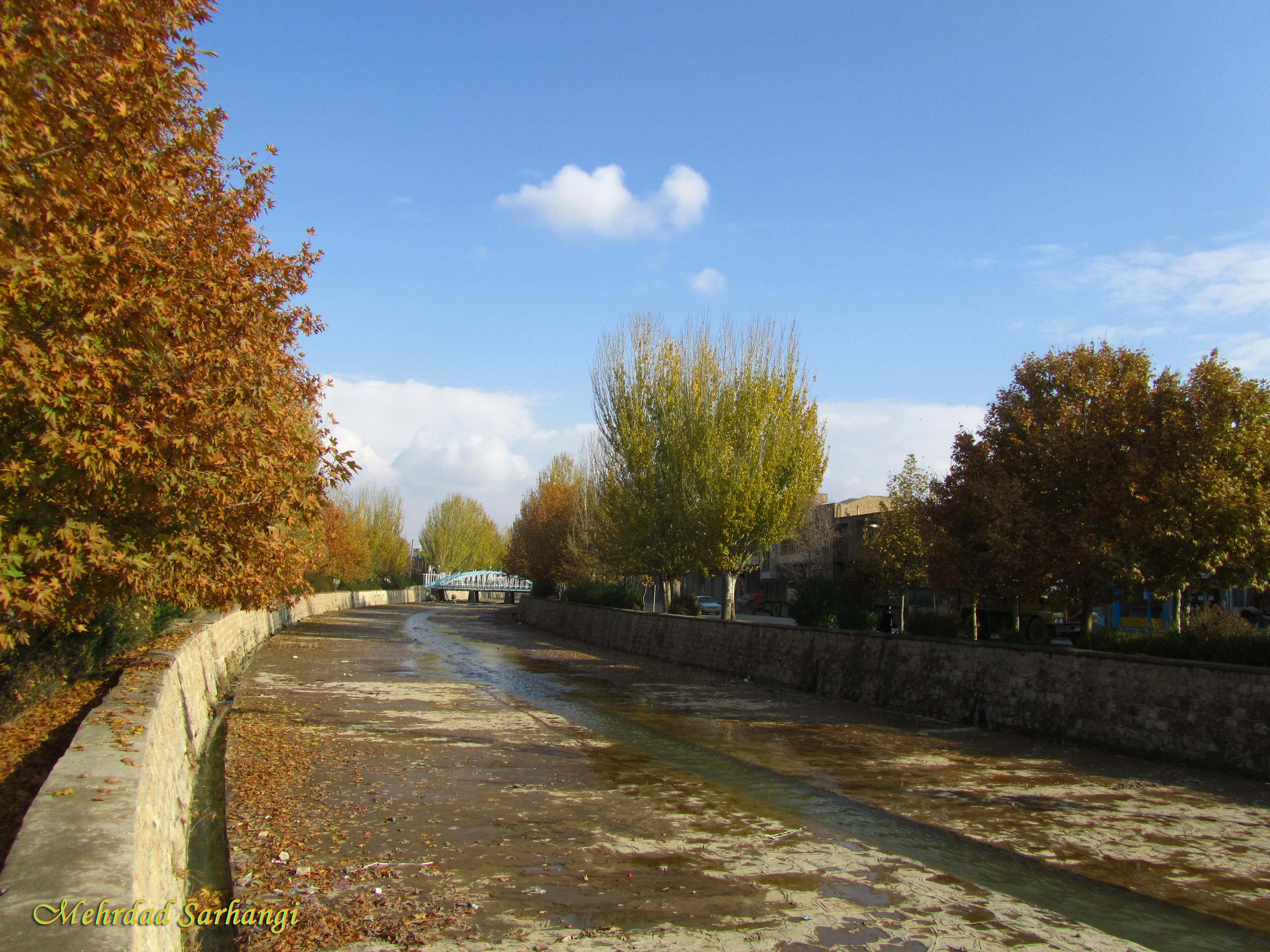
رودخانه مردق
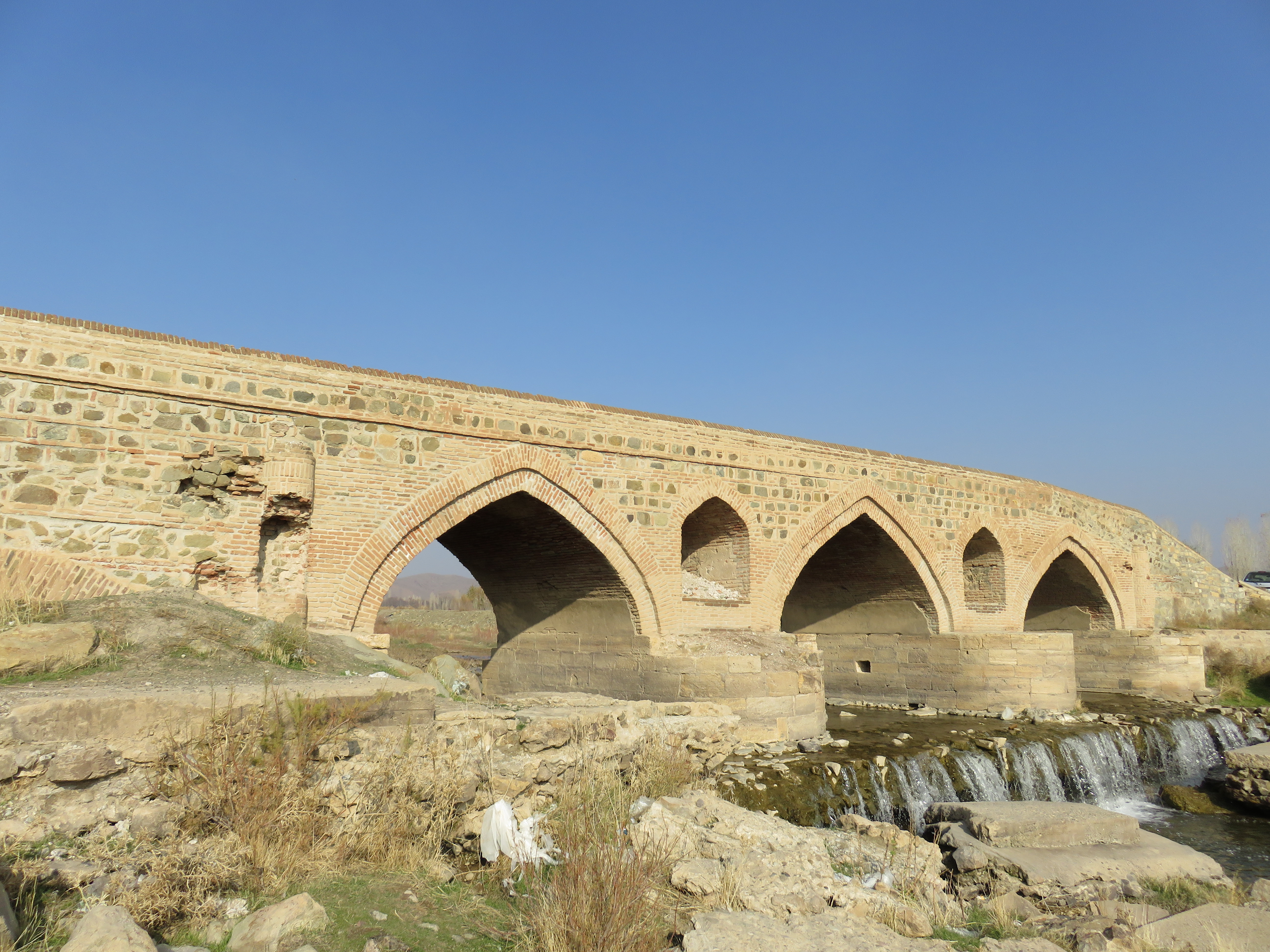
قیزلار کورپوسی
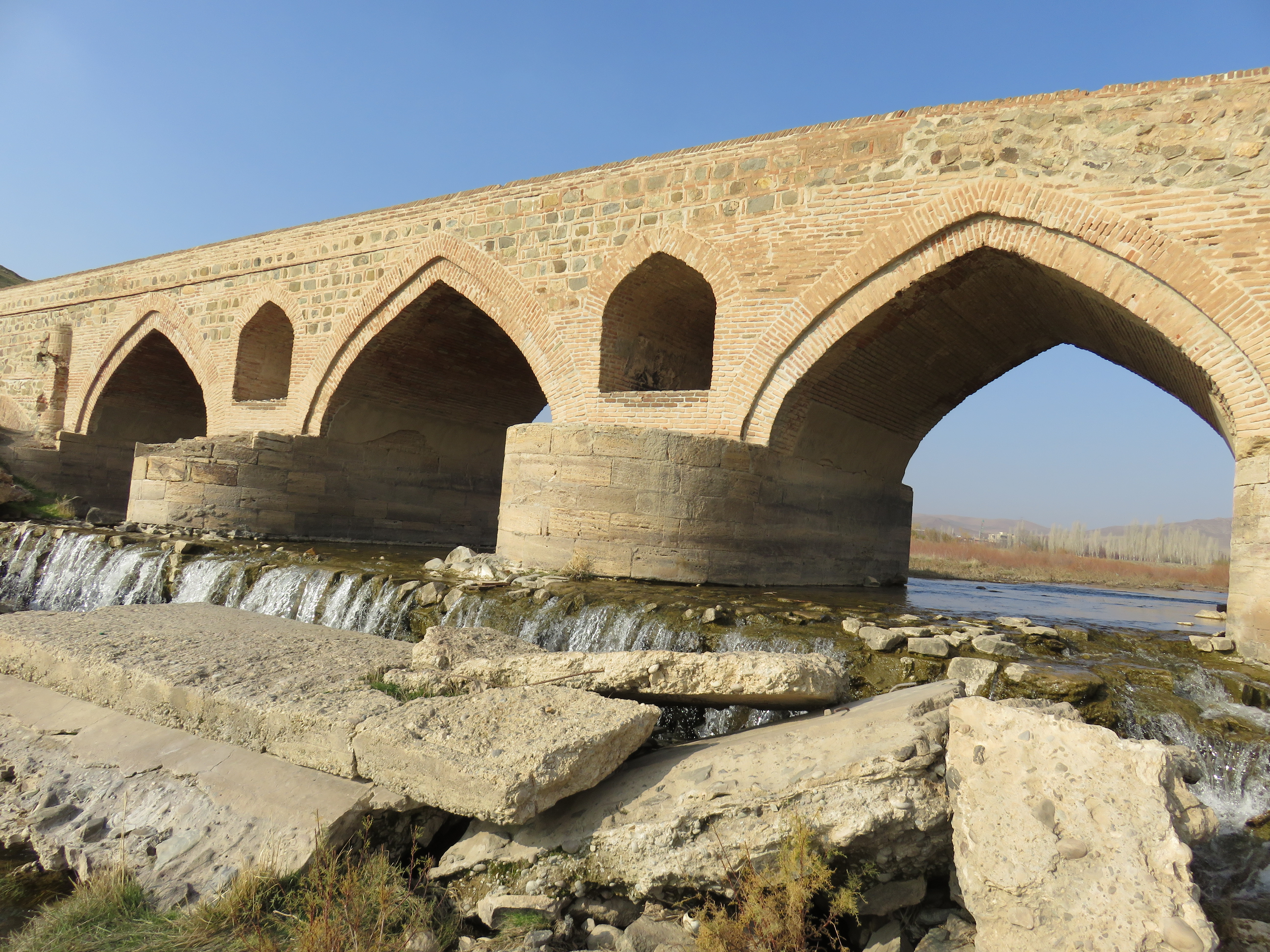
قیزلار کورپوسی
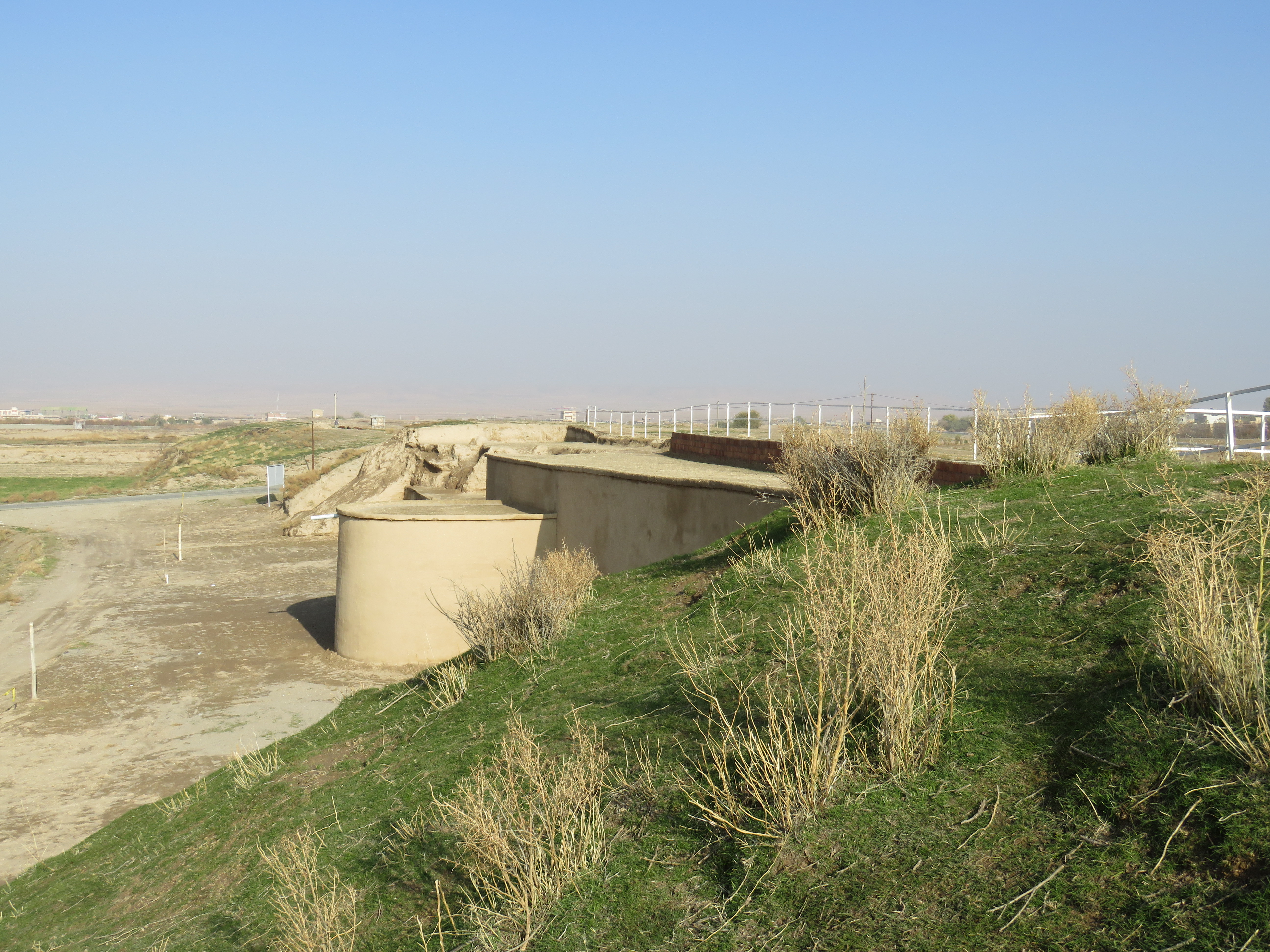
قلعه بختک لیلان
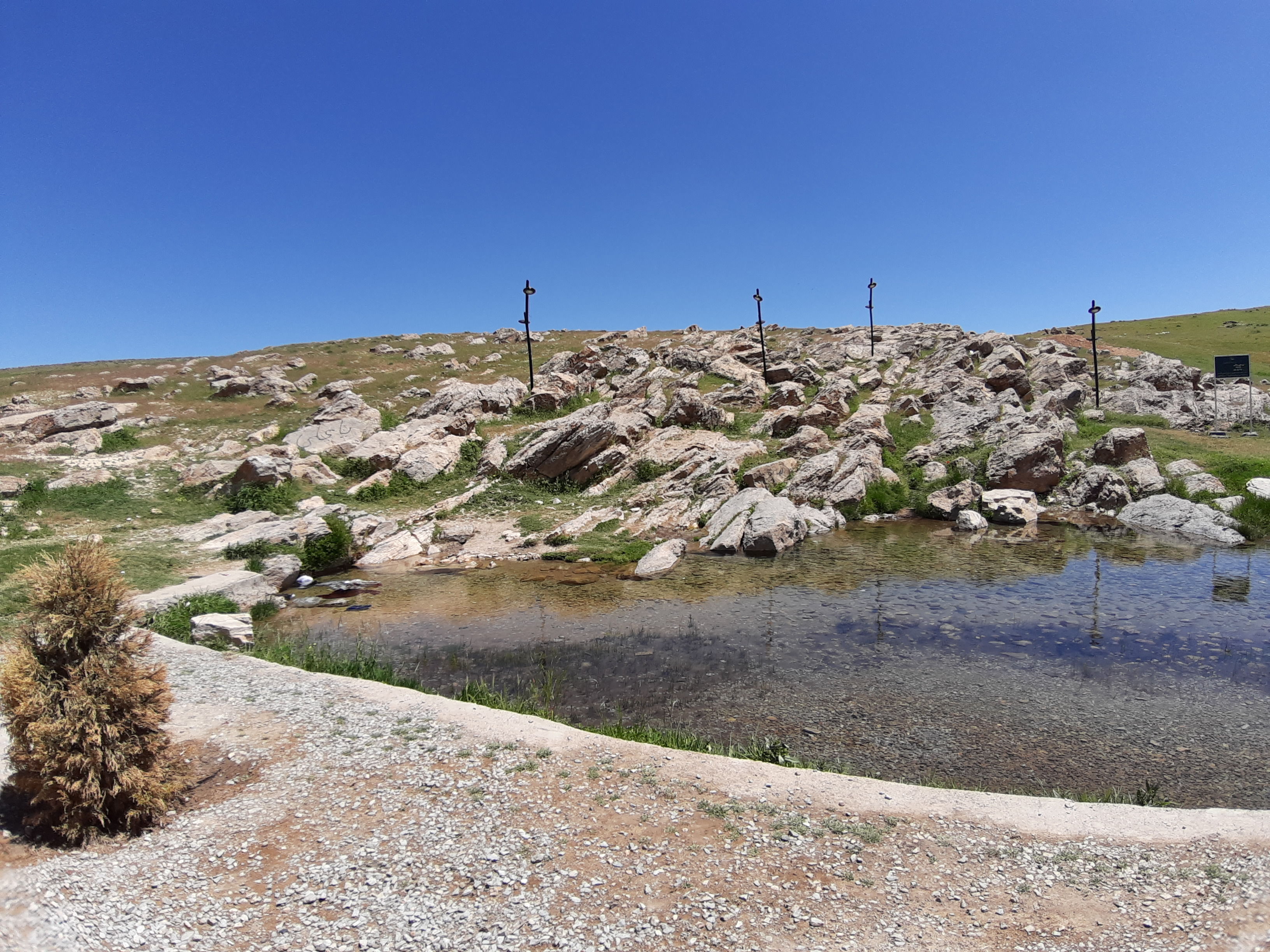
تپه علی‌بلاغی